# Реинжиниринг бизнес-процессов
Реинжини́ринг би́знес-проце́ссов (англ. Business process reengineering) — фундаментальное переосмысление и радикальное перепроектирование бизнес-процессов для достижения максимального эффекта производственно-хозяйственной и финансово-экономической деятельности, оформленное соответствующими организационно-распорядительными и нормативными документами.
Реинжиниринг использует специфические средства представления и обработки проблемной информации, понятные как менеджерам, так и разработчикам информационных систем.

## Порядок проведения
- Разработка корпоративной стратегии;
- Определение ключевых компетенций, которые необходимы для внедрения стратегии;
- Подробный анализ существующих процессов;
- Выявление процессов, требующих изменения;
- Определение ключевых показателей эффективности для бизнес-процессов;
- Собственно реинжиниринг;
- Контроль и постоянное совершенствование новых процессов на основе ключевых показателей эффективности[1].

## Обзор
Реинжиниринг бизнес-процессов (BPR) - это практика переосмысления и изменения способа выполнения работы для лучшей поддержки миссии организации и снижения затрат. Организации проводят реинжиниринг двух ключевых областей своего бизнеса. Во-первых, они используют современные технологии для улучшения процессов распространения данных и принятия решений. Затем они изменяют функциональные организации, чтобы сформировать функциональные команды. Реинжиниринг начинается с оценки высокого уровня миссии организации, стратегических целей и потребностей клиентов. Задаются основные вопросы, такие как "Нужно ли переопределять нашу миссию? Согласуются ли наши стратегические цели с нашей миссией? Кто наши клиенты?" Организация может обнаружить, что она действует на основе сомнительных предположений, особенно с точки зрения желаний и потребностей своих клиентов. Только после того, как организация переосмыслит, что она должна делать, она продолжит решать, как лучше всего это сделать. 
В рамках этой базовой оценки миссии и целей реинжиниринг фокусируется на бизнес-процессах организации—шагах и процедурах, которые определяют, как используются ресурсы для создания продуктов и услуг, отвечающих потребностям конкретных заказчиков или рынков. Как структурированное упорядочение рабочих этапов во времени и месте, бизнес-процесс может быть разложен на конкретные действия, измерен, смоделирован и улучшен. Он также может быть полностью переработан или полностью устранен. Реинжиниринг определяет, анализирует и перепроектирует основные бизнес-процессы организации с целью достижения улучшений в важнейших показателях эффективности, таких как стоимость, качество, обслуживание и скорость.
Реинжиниринг признает, что бизнес-процессы организации обычно разделены на подпроцессы и задачи, которые выполняются несколькими специализированными функциональными областями внутри организации. Часто никто не несет ответственности за общую производительность всего процесса. Реинжиниринг утверждает, что оптимизация производительности подпроцессов может привести к некоторым преимуществам, но не может привести к улучшениям, если сам процесс в корне неэффективен и устарел. По этой причине реинжиниринг фокусируется на перепроектировании процесса в целом с целью достижения максимально возможных выгод для организации и их клиентов. Это стремление к реализации улучшений путем фундаментального переосмысления того, как должна выполняться работа организации, отличает реинжиниринг от усилий по совершенствованию процессов, которые направлены на функциональное или постепенное улучшение.

## История
Реинжиниринг бизнес-процессов начинался как метод частного сектора, помогающий организациям переосмыслить то, как они выполняют свою работу, чтобы улучшить обслуживание клиентов, сократить операционные расходы и стать конкурентами мирового класса. Ключевым стимулом для реорганизации стало продолжение разработки и развертывания информационных систем и сетей. Организации становятся смелее в использовании этой технологии для поддержки бизнес-процессов, а не для совершенствования существующих способов выполнения работы.
В 1990 году Майкл Хаммер, бывший профессор компьютерных наук в Массачусетском технологическом институте (MIT), опубликовал статью "Реинжиниринг работы: не автоматизируйте, уничтожьте" в Harvard Business Review, в которой он утверждал, что главная задача менеджеров-уничтожить формы работы, которые не добавляют ценности, а не использовать технологии для ее автоматизации. Это заявление косвенно обвинило менеджеров в том, что они сосредоточились на неправильных вопросах, а именно на этой технологии в целом и, более конкретно, на информационных технологиях, использовался в основном для автоматизации существующих процессов, а не для использования в качестве средства, позволяющего сделать работу, не связанную с добавлением стоимости, устаревшей.
Утверждение Хаммера было простым: большая часть выполняемой работы не добавляет никакой ценности для клиентов, и эта работа должна быть удалена, а не ускорена за счет автоматизации. Вместо этого компании должны пересмотреть свою неспособность удовлетворять потребности клиентов и свою недостаточную структуру затрат. Даже признанные мыслители в области менеджмента, такие как Питер Друкер и Том Питерс, принимали и защищали реинжиниринг как новый инструмент для (повторного) достижения успеха в динамичном мире. В последующие годы быстро растущее число публикаций, книг, а также журнальных статей было посвящено реинжинирингу, и многие консалтинговые фирмы пошли по этому пути и разработали новые методы. Однако критики поспешили заявить, что реинжиниринг бизнес-процессов - это способ дегуманизации рабочего места, усиления управленческого контроля и оправдания сокращения, т. е. значительное сокращение рабочей силы и возрождение тейлоризма под другим названием. 
Несмотря на эту критику, реинжиниринг внедрялся ускоренными темпами, и к 1993 году до 60% компаний из списка Fortune 500 заявили, что либо начали усилия по реинжинирингу, либо планируют это сделать. Эта тенденция была подпитана быстрым внедрением реинжиниринга в консалтинговой индустрии, а также исследованием, проведенным в Америке, проведенным Массачусетским технологическим институтом, которое показало, как компании во многих отраслях промышленности США отстали от своих зарубежных коллег с точки зрения конкурентоспособности, времени выхода на рынок и производительности.

## Факторы успеха и неудачи
Факторы, которые важны для успеха реинжиниринга бизнес-процессов, включают:
- Состав команды реинжиниринга;
- Анализ бизнеса;
- Адекватная ИТ-инфраструктура;
- Эффективное управление изменениями;
- Постоянное непрерывное совершенствование.

Аспекты деятельности реинжиниринга, которые изменяются, включают организационные структуры, системы управления, обязанности сотрудников и показатели эффективности, системы стимулирования, развитие навыков и использование ИТ. Он потенциально может влиять на все аспекты ведения бизнеса сегодня. Массовые изменения могут привести к результатам, варьирующимся от завидного успеха до полного провала.
В случае успеха инициатива реинжиниринга может привести к повышению качества, обслуживания клиентов и конкурентоспособности, а также к сокращению затрат или времени цикла. Однако 50-70% проектов реинжиниринга либо проваливаются, либо не приносят значительной пользы.
Существует множество причин неоптимальных бизнес-процессов, например:
1. Один отдел может быть оптимизирован за счет другого;
2. Нехватка времени, чтобы сосредоточиться на улучшении бизнес-процесса;
3. Отсутствие понимания масштабов проблемы;
4. Отсутствие подготовки;
5. Неадекватная инфраструктура;
6. Чрезмерно бюрократические процессы;
7. Отсутствие мотивации.

Многие неудачные попытки реинжиниринга, возможно, были вызваны путаницей, связанной с реинжинирингом, и тем, как это следует выполнять. Организации хорошо понимали, что необходимо внести изменения, но не знали, какие области следует изменить или как их изменить. В результате реинжиниринг процессов - это концепция управления, которая была сформирована методом проб и ошибок или, другими словами, практическим опытом. По мере того как все больше и больше компаний реконструируют свои бизнес-процессы, становится очевидным, что стало причиной успехов или неудач. Чтобы получить долгосрочные выгоды, компании должны быть готовы изучить, как стратегия и реинжиниринг дополняют друг друга, научившись количественно оценивать стратегию с точки зрения затрат, этапов и сроков, принимая ответственность за стратегию во всей организации, реалистично оценивая текущие возможности и процессы организации и увязывая стратегию с процессом составления бюджета. В противном случае реинжиниринг бизнес-процессов - это всего лишь краткосрочное упражнение по повышению эффективности. 

### Приверженность всей организации
Серьезные изменения в бизнес-процессах оказывают прямое влияние на процессы, технологии, должностные роли и культуру рабочего места. Значительные изменения даже в одной из этих областей требуют ресурсов, денег и лидерства. Изменение их одновременно - это экстраординарная задача. Как и любое крупное и сложное предприятие, реализация реинжиниринга требует талантов и энергии широкого спектра экспертов. Поскольку реинжиниринг бизнес-процессов может охватывать несколько областей внутри организации, важно получить поддержку от всех затронутых отделов. Благодаря участию отдельных сотрудников отдела организация может получить ценный вклад до внедрения процесса; шаг, который способствует как сотрудничеству, так и жизненно важному принятию перепроектированного процесса всеми сегментами организации.
Получение обязательств в масштабах всего предприятия включает в себя следующее: спонсорство высшего руководства, участие пользователей процесса снизу вверх, выделенную команду и выделение бюджета на общее решение с мерами по демонстрации ценности. Прежде чем любой проект может быть успешно реализован, руководство организации должно быть привержено проекту и должно быть обеспечено сильное руководство. Усилия по реинжинирингу никоим образом не могут быть предприняты без приверженности целям в масштабах всей компании. Однако приверженность высшего руководства является обязательным условием успеха. Высшее руководство должно признать необходимость изменений, выработать полное понимание того, что такое реинжиниринг, и спланировать, как его достичь.

### Состав команды
После того, как все подразделения, участвующие в усилиях по перепроектированию, и на разных уровнях получат обязательства в масштабах всей организации, необходимо предпринять решающий шаг по выбору команды. Эта команда сформирует ядро усилий реинжиниринга, примет ключевые решения и рекомендации, а также поможет донести детали и преимущества программы реинжиниринга до всей организации. Факторы, определяющие эффективную команду, можно резюмировать следующим образом:
- Компетентность членов команды, их мотивация[15];
- Их авторитет в организации и их творческий потенциал[16];
- Расширение возможностей команды, обучение участников методам картирования процессов и мозгового штурма[17];
- Эффективное командное руководство[18];
- Правильная организация команды[19];
- Взаимодополняющие навыки членов команды, достаточный размер, взаимозаменяемая подотчетность, четкость подхода к работе и конкретность целей[20].

Наиболее эффективные команды реинжиниринга бизнес-процессов включают активных представителей следующих рабочих групп: высшее руководство, бизнес-область, ответственная за рассматриваемый процесс, технологические группы, финансы и члены всех групп конечных пользователей процесса. Члены команды, выбранные из каждой рабочей группы в организации, будут влиять на результат процесса реорганизации в соответствии с их желаемыми требованиями. Команда реинжиниринга должна быть смешанной по глубине и знаниям. Например, в него могут входить члены со следующими характеристиками:
- Участники, которые вообще не знают этого процесса;
- Участники, которые знают процесс изнутри;
- Клиенты, если это возможно;
- Члены, представляющие затронутые департаменты;
- Один или два эксперта в области технологий;
- Члены из-за пределов организации.

Более того, Covert (1997) рекомендует, чтобы для того, чтобы иметь эффективную команду реинжиниринга, в ней должно быть менее десяти игроков. Если организации не удастся удержать команду на приемлемом уровне, весь процесс будет намного сложнее выполнять эффективно и результативно. Усилия команды должны быть сосредоточены на выявлении прорывных возможностей и разработке новых рабочих этапов или процессов, которые позволят получить количественные выгоды и конкурентные преимущества.

### Анализ потребностей бизнеса
Еще одним важным фактором успеха любых усилий по реинжинирингу бизнес-процессов является проведение тщательного анализа потребностей бизнеса. Слишком часто команды реинжиниринга переходят непосредственно к технологии, не оценив сначала текущие процессы организации и не определив, что именно нуждается в перепроектировании. На этом этапе анализа следует провести серию сессий с владельцами процессов и заинтересованными сторонами, посвященных необходимости и стратегии. Эти сессии формируют консенсус относительно видения идеального бизнес-процесса. Они помогают определить основные цели реинжиниринга в каждом отделе, а затем коллективно определить цели того, как проект повлияет на каждую рабочую группу или отдел в отдельности и на бизнес-организацию в целом. Идея этих сессий состоит в том, чтобы концептуализировать идеальный бизнес-процесс для организации и построить модель бизнес-процесса. Те элементы, которые кажутся ненужными или нереалистичными, могут быть устранены или изменены позже на этапе диагностики проекта. Важно признать и оценить все идеи, чтобы все участники почувствовали, что они являются частью этого важного и решающего процесса. 
Анализ бизнес-потребностей вносит огромный вклад в усилия по реорганизации, помогая команде реинжиниринга расставить приоритеты и определить, на чем следует сосредоточить свои усилия по улучшению.
Анализ бизнес-потребностей также помогает соотнести цели проекта реинжиниринга с ключевыми бизнес-целями и общим стратегическим направлением деятельности организации. Эта связь должна показывать нить от верха до низа организации, чтобы каждый человек мог легко связать общее направление бизнеса с усилиями по реинжинирингу. Это соответствие должно быть продемонстрировано с точки зрения финансовых показателей, обслуживания клиентов, ассоциированной ценности и видения организации. Разработка бизнес-видения и целей процесса зависит, с одной стороны, от четкого понимания сильных и слабых сторон организации и структуры рынка, а с другой - от осведомленности и знаний об инновационной деятельности, осуществляемой конкурентами и другими организациями.
Проекты реинжиниринга бизнес-процессов, которые не соответствуют стратегическому направлению организации, могут быть контрпродуктивными. Всегда существует вероятность того, что организация может сделать значительные инвестиции в область, которая не является основной компетенцией компании, а затем передать эту возможность на аутсорсинг. Такие инициативы по реорганизации являются расточительными и крадут ресурсы у других стратегических проектов. Более того, без стратегического согласования ключевые заинтересованные стороны и спонсоры организации могут оказаться неспособными обеспечить необходимый организации уровень поддержки с точки зрения ресурсов, особенно если существуют другие, более важные для будущего бизнеса проекты, которые в большей степени соответствуют стратегическому направлению.